# 山内穂乃花
山内 穂乃花（やまうち ほのか、1996年4月18日 - ）は、京都府出身の、日本人の女子柔道選手である。階級は40kg級と44kg級。身長149cm。血液型はO型。段位は初段。組み手は右組み。得意技は足技。

## 経歴
柔道は5歳の時に練心会で始めた。京都学園中学3年の時には全日本カデ40kg級で3位となった。京都学園高校へ進むと、1年の時には全日本カデで2位だった。2年の時には全日本カデで優勝すると、世界カデでも優勝を飾った。全日本ジュニアでは44kg級で優勝を成し遂げた。世界ジュニアでは3位にとどまった。3年の時にはユースオリンピックに出場して3位となった。インターハイには48kg級に出場するものの、初戦で敗れた。

## 戦績
40kg級での戦績
- 2011年 -　全日本カデ　3位
- 2012年 -　全日本カデ　2位
- 2013年 -　全日本カデ　優勝
- 2013年 -　ドイツカデ国際　優勝
- 2013年 -　世界カデ　優勝

44kg級での戦績
- 2013年 -　全日本ジュニア　優勝
- 2013年 -　世界ジュニア　3位
- 2014年 -　ユースオリンピック　3位

(出典、JudoInside.com)